# أحمد محفوظ عمر
أحمد محفوظ عمر (1936 - 27 يناير 2024) هو كاتب يمني، ويعد أحد الشخصيات الرائدة في الأدب اليمني الحديث وكان أحد مؤسسي اتحاد الأدباء والكتاب اليمنيين. فاز في سن مبكرة بمسابقة القصة القصيرة التي نظمتها مجلة النهضة عن قصته التي كانت بعنوان مرضعة الأطفال (1956). قصصه في كثير من الأحيان تتعامل مع الحياة في المدينة الكبيرة والمواضيع المماثلة. نشر عدة مجموعات من القصص القصيرة بما في ذلك الإنذار الممزق (1960) الأجراس الصامتة (1974) يا أهل هذا الجبل (1978) والناب الأزرق (1980). ترجمت أعماله إلى اللغة الإيطالية وأدرجت في عام 2009 ضمن مختارات الأدب اليمني التي تدعى بيرل ديلو اليمن.